# Sigrun Jakubaschke
Sigrun Jakubaschke (* 30. Juli 1957 in Darmstadt) ist eine deutsche Malerin und Hochschullehrerin.

## Leben
Sigrun Jakubaschke studierte nach ihrem Abitur von 1976 bis 1983 an der Hochschule für bildende Künste Hamburg. Während ihres Studiums unternahm sie eine halbjährige Reise durch Asien und nach Neuseeland. Nach ihrem Studium gewann sie verschiedene Kunstpreise, darunter den 1. Preis des Philip Morris-Wettbewerbs „Neue Malerei in Deutschland“ und den Dorothea-von-Stetten-Kunstpreis.
Ihre künstlerische Entwicklung wurde durch eine Reihe von Stipendien gefördert. 1984/85 erhielt Jakubaschke ein einjähriges Stipendium der Villa Massimo in Rom. Es folgte 1985 die Künstlerförderung der Barkenhoff-Stiftung in Worpswede. 1988/89 ermöglichte ihr ein Arbeitsstipendium der Freien und Hansestadt Hamburg einen einjährigen Studienaufenthalt an der Kunstakademie Hangzhou in der Volksrepublik China. 1991 erhielt sie ein Arbeitsstipendium des Kunstfonds e.V.
Ihre berufliche Laufbahn begann mit ihrer Tätigkeit als Studienrätin an Gymnasien in Lübeck (1991–1994). Im Jahr 1994 erhielt Jakubaschke eine Professur für Malerei und ihre Grenzüberschreitungen an der Fachhochschule Hannover. 2006 wechselte sie als Professorin für Kunst und Kunstpädagogik an die Universität Osnabrück.

## Werk
Sigrun Jakubaschke widmet sich überwiegend der Malerei. Unter ihren Arbeiten finden sich jedoch auch Skulpturen, Gipsobjekte und Buchobjekte. 2017 veröffentlichte sie die Tagebuchaufzeichnungen ihres Chinaaufenthalts von 1988/89 in dem Buch Kalligraphische Reise – Erinnerungen an China.

## Einzelausstellungen (Auswahl)
- 1987 Standpunkte, Hamburger Kunsthalle
- 1990 Hohe Zeit – Tiefe Zeit, Kunsthalle Wilhelmshaven
- 1994 Zauber(t)raum 1, Studio Rolf Glasmeier, Gelsenkirchen-Buer
- 1999 Zeichnen und Schneiden, Klostergalerie Zehdenick
- 2001 DrachenSachen, Kunstforum Büsingen
- 2002 An der Wand und auf der Rolle, Galeria Biala, Lublin/Polen
- 2008 Osnabrück, RWE-Zentrale Osnabrück
- 2010 Painted on the wall, galerie hamburger kunstprojekt
- 2014 Orinoco, galerie hamburger kunstprojekt
- 2017 Zeitgenössische Kakteen, Kreativikum, Hamburg
- 2020 Continuum, Galerie-W, Wittus Witt, Hamburg
- 2020 Viren im Labor, Einstellungsraum e.V., Hamburg-Wandsbek
- 2021 ad infinitum, Richard-Haizmann-Museum | Museum für Moderne Kunst, Niebüll
- 2021 per aspera, Galerie im Bunker-D, Fachhochschule Kiel